# Schizopelma sorkini
Schizopelma sorkini là một loài nhện trong họ Theraphosidae.
Loài này thuộc chi Schizopelma. Schizopelma sorkini được miêu tả năm 1995 bởi Smith.